# Río Taboão
El río Taboão es un río brasileño que atraviesa el estado de Rio Grande do Sul. Desemboca en el río Potiribu, un afluente del río Ijuí, el cual desemboca a su vez en el río Uruguay perteneciendo así a la Cuenca del Plata.